# Uleiota texana
Uleiota texana là một loài bọ cánh cứng trong họ Silvanidae. Loài này được Dajoz miêu tả khoa học năm 1989.